# Eotithoes palinii
Eotithoes palinii là một loài bọ cánh cứng trong họ Cerambycidae.